# Huis Nassau-Saarbrücken (1629-1723)
Het Huis Nassau-Saarbrücken was een zijtak van de Walramse Linie van het Huis Nassau, een Duitse adellijke familie. Het Huis Nassau-Saarbrücken ontstond in 1629 door een deling in de Walramse Linie en heerste over de graafschappen Saarbrücken en Saarwerden. Het huis stierf uit in 1723. Voordien waren er nog twee, en nadien nog één zijtak, die Nassau-Saarbrücken genoemd worden.

## Ontstaan van het huis
Het Huis Nassau-Saarbrücken ontstond in 1629 door de deling in de Walramse Linie tussen de vier zoons van graaf Lodewijk II: Willem Lodewijk, Johan, Ernst Casimir en Otto. Deze hadden hun vader in 1627 opgevolgd en tot dan toe gezamenlijk geregeerd. Willem Lodewijk ontving het graafschap Saarbrücken, Johan ontving Idstein, Ernst Casimir ontving Weilburg en Otto ontving Neuweilnau. Daarmee ontstonden de takken Nassau-Saarbrücken, Nassau-Idstein, Nassau-Weilburg en Nassau-Neuweilnau.
Het graafschap Saarbrücken was in 1381 door graaf Filips I van Nassau-Weilburg geërfd van zijn grootvader van moederszijde, Johan II van Saarbrücken. Het graafschap Saarwerden kwam in 1527 in bezit van graaf Johan Lodewijk van Nassau-Saarbrücken.

## Regerende graven

Het wapen van Willem Lodewijk

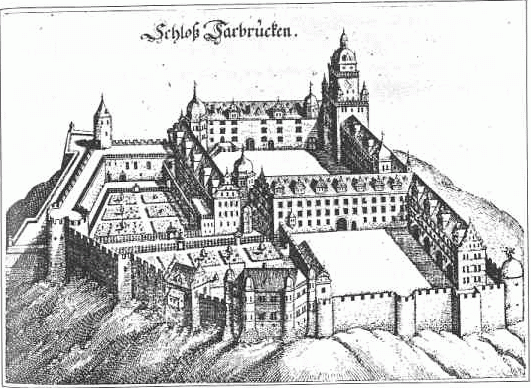
Slot Saarbrücken

### Willem Lodewijk (1629-1640)
Willem Lodewijk van Nassau-Saarbrücken (Ottweiler 18 december 1590 - Metz 22 augustus 1640) was de oudste zoon van graaf Lodewijk II van Nassau-Saarbrücken en Anna Maria van Hessen-Kassel. In 1616 werd hij mederegent van zijn vader. Willem Lodewijk volgde in 1627 zijn vader op samen met zijn broers Johan, Ernst Casimir en Otto. Willem Lodewijk trad op als regent voor zijn broers Ernst Casimir en Otto. Willem Lodewijk verkreeg op 29 januari 1629 bij een eerste deling het graafschap Saarbrücken, het ambt Ottweiler, de voogdij Herbitzheim, en de gemeenschap Wellingen.
Op 7 juli 1629 besliste het Rijkskamergerecht in het geschil tussen Lotharingen en Nassau dat stad en kasteel Saarwerden, Bockenheim en Wiebersweiler als lenen van Metz aan Lotharingen gegeven zouden moeten worden; de rest van het graafschap Saarwerden zou bij Nassau moeten blijven. De hertog van Lotharingen nam echter onmiddellijk bezit van het hele graafschap Saarwerden en de voogdij Herbitzheim. Willem Lodewijk begaf zich naar de vorstendag te Regensburg en verkreeg op 23 juli 1631 de keizerlijke belening.
Willem Lodewijk stond in 1631, samen met zijn broer Johan, hun gezamenlijk deel (¼) van de Esterau af aan de Ottoonse Linie en verkreeg daarvoor het deel van Altweilnau dat de Ottoonse Linie bezat. Op 7 juni 1634 schikten de broers Nassau in Frankfurt met de heren van Geroldseck over hun eigendomsrechten op de heerlijkheid Lahr. 
In de Dertigjarige Oorlog (1618-1648) had Lodewijk II van Nassau-Saarbrücken een voorzichtige neutraliteit gehandhaafd, die knellende inkwartieringen in zijn bezittingen echter niet voorkomen kon. Toen de Zweedse koning Gustaaf II Adolf aan het einde van het jaar 1630 naar de Rijn kwam, stelden Willem Lodewijk en zijn broers zich te zijner beschikking en verklaarden daarmee de oorlog aan hun keizer. In augustus 1633 drong Willem Lodewijk vanuit de Elzas het nog steeds door Lotharingen bezette graafschap Saarwerden binnen, dat wel door de Zweden veroverd was, maar niet aan hem overgedragen werd. Op 5 september 1633 ondertekende zijn broer Johan een verbond met Frankrijk tegen de keizer. Op 7 juni 1634 bezegelde Willem Lodewijk dat verbond. Toen het keizerlijke leger de Midden-Rijn naderde, brachten de graven van Nassau eerst hun archieven in Frankfurt in veiligheid en gingen daarna naar Kirchheim. De landen rechts van de Rijn gaven ze daarmee prijs.
Op 23 april 1635 vluchtte de familie naar Bockenheim. De familie begaf zich eerst naar Saarbrücken, dat werd beschermd door Bernhard van Saksen-Weimar. Toen deze in augustus 1635 in een aanval tegen Frankfurt werd verslagen en zich moest terugtrekken naar Metz, volgden Willem Lodewijk en Ernst Casimir hem daarheen. Johan koos Straatsburg als ballingsoord. De nadering van keizerlijke troepen onder Matthias Gallas veroorzaakte in Saarbrücken paniek en een golf van vluchtelingen. De grafelijke familie besefte dat Straatsburg vanwege de afstand niet bereikbaar was. Dus reisde het gehele hof op voorstel van de koning Lodewijk XIII van Frankrijk op 16 juni 1635 naar de Rijksstad Metz.
In november 1635 verscheen de keizerlijke commissaris in de Nassause landen en verklaarde de drie broers vervallen van hun graafschappen en al hun bezittingen. De hertog van Lotharingen ontving voor zijn diensten aan de keizer de graafschappen Saarbrücken en Saarwerden, de voogdij Herbitzheim en de Burcht Hohenburg bij Homburg. Een poging, door een door de keurvorst van Saksen bemiddeld verzoekschrift, om keizerlijke gratie te verkrijgen, mislukte in 1636. In het volgende jaar werden de graven geïnformeerd over de redenen voor de keizerlijke ongenade. Pas in 1639 ontvingen Willem Lodewijk en Ernst Casimir een vrijgeleide, zodat zij persoonlijk hun zaak in Wenen konden behartigen. Willem Lodewijk overleed in 1640 in Metz en werd begraven in een armengraf.
Uit zijn huwelijk met Anna Amalia van Baden-Durlach werden twaalf kinderen geboren, waaronder zijn zoons en opvolgers Crato, Johan Lodewijk, Gustaaf Adolf en Walraad.

### Crato (1640-1642)
Crato van Nassau-Saarbrücken, Duitse naam Kraft, (Saarbrücken 7 april 1621 - Rheinberg 14/24 juli 1642) was de tweede, maar oudst overlevende, zoon van graaf Willem Lodewijk en Anna Amalia van Baden-Durlach.
Crato volgde in 1640 zijn vader op samen met zijn broers Johan Lodewijk, Gustaaf Adolf, en Walraad. De broers stonden formeel onder regentschap van hun moeder.
Crato diende in het Staatse leger. Hij was verloofd met een dochter van graaf Willem van Nassau-Siegen. Hij werd begraven te Heusden.

### Johan Lodewijk (1640-1659)
Johan Lodewijk van Nassau-Ottweiler (Saarbrücken 24 mei 1625 - Reichelsheim 9 februari 1690) was de derde zoon van graaf Willem Lodewijk en Anna Amalia van Baden-Durlach.
Johan Lodewijk volgde in 1640 zijn vader op samen met zijn broers Crato, Gustaaf Adolf, en Walraad. De broers stonden formeel onder regentschap van hun moeder. Na het overlijden van hun moeder in 1651 nam Johan Lodewijk het regentschap over Gustaaf Adolf en Walraad op zich. Johan Lodewijk en zijn broers en hun ooms Johan van Nassau-Idstein en Ernst Casimir van Nassau-Weilburg gingen in 1651 over tot een verdeling van hun bezittingen. Johan Lodewijk en zijn broers ontvingen als hun gezamenlijk bezit het graafschap Saarbrücken met Jugenheim en Wöllstein, de helft van het ambt Stockheim, Usingen, Grävenwiesbach, Alt- en Neuweilnau, een deel van Kirberg, een deel van Mensfelden en een deel van Kettenbach met Rückershausen. De drie broers en hun beide ooms bleven gezamenlijk bezitten Kasteel Nassau, (Bad) Ems, het graafschap Saarwerden met Herbitzheim en Wadgassen, Homburg, Klooster Rosenthal, Ober- en Nieder-Rosbach.

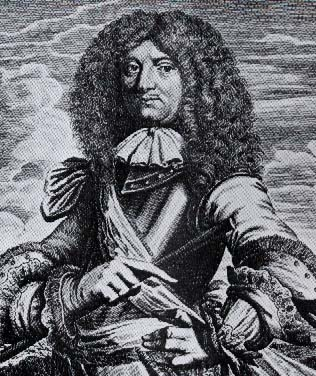
Walraad van Nassau-Usingen

Johan Lodewijk en zijn broers gingen in 1659 over tot een verdeling van hun bezittingen, waarbij Johan Lodewijk Ottweiler met Jugenheim en Wöllstein verkreeg. Johan Lodewijk werd de stamvader van het Huis Nassau-Ottweiler.

### Walraad (1640-1659)
Walraad van Nassau-Usingen (Metz 24 februari 1635 - Hellenrod bij Roermond 17 oktober 1702) was de zevende zoon van graaf Willem Lodewijk en Anna Amalia van Baden-Durlach.
Walraad volgde in 1640 zijn vader op samen met zijn broers Crato, Johan Lodewijk, en Gustaaf Adolf. De broers stonden formeel onder regentschap van hun moeder. Na het overlijden van hun moeder in 1651 nam Johan Lodewijk het regentschap over Gustaaf Adolf en Walraad op zich. Walraad en zijn broers en hun ooms Johan van Nassau-Idstein en Ernst Casimir van Nassau-Weilburg gingen in 1651 over tot een verdeling van hun bezittingen. Walraad en zijn broers gingen in 1659 over tot een verdeling van hun bezittingen, waarbij Walraad de landen van Usingen verkreeg dat hij later vergrootte met de verkrijging van de andere helft van het ambt Stockheim. Walraad werd de stamvader van het Huis Nassau-Usingen.

### Gustaaf Adolf (1640-1677)
Gustaaf Adolf van Nassau-Saarbrücken (Saarbrücken 27 maart 1632 - Straatsburg 9 oktober 1677) was de vijfde zoon van graaf Willem Lodewijk en Anna Amalia van Baden-Durlach.
Gustaaf Adolf volgde in 1640 zijn vader op samen met zijn broers Crato, Johan Lodewijk, en Walraad. De broers stonden formeel onder regentschap van hun moeder. Na het overlijden van hun moeder in 1651 nam Johan Lodewijk het regentschap over Gustaaf Adolf en Walraad op zich. Gustaaf Adolf en zijn broers en hun ooms Johan van Nassau-Idstein en Ernst Casimir van Nassau-Weilburg gingen in 1651 over tot een verdeling van hun bezittingen.
Gustaaf Adolf en zijn broers gingen in 1659 over tot een verdeling van hun bezittingen, waarbij Gustaaf Adolf het graafschap Saarbrücken met onderhorigheden verkreeg. In 1660 nam hij de regering op zich. Hij begon met de wederopbouw van het door de oorlog verwoeste land, haalde vluchtelingen terug en rekruteerde nieuwe kolonisten voor de landbouw en geschoolde arbeiders voor de glasindustrie in Klarenthal, tegenwoordig een stadsdeel in het westen van Saarbrücken. Tegen de reüniepolitiek van koning Lodewijk XIV van Frankrijk kon Gustaaf Adolf zich niet verdedigen. Hij weigerde de door de koning geëiste leeneed af te leggen, zelfs niet toen hij in 1673 door de Fransen gevangengenomen werd en naar Metz werd gebracht. Nadat hij het jaar daarop was vrijgelaten, mocht Gustaaf Adolf niet terugkeren naar zijn land. Gustaaf Adolf nam daarom in keizerlijke dienst in 1676 deel aan de gevechten in Phillipsburg en in 1677 in de Elzas. Hij bezweek aan de verwondingen die hij had opgelopen in de Slag bij Kochersberg. 
Uit zijn huwelijk met Eleonora Clara van Hohenlohe-Neuenstein werden acht kinderen geboren, waaronder zijn zoons en opvolgers Lodewijk Crato en Karel Lodewijk.

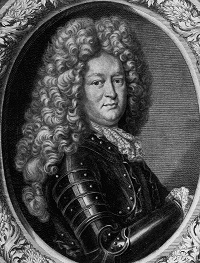
Lodewijk Crato van Nassau-Saarbrücken

### Lodewijk Crato (1677-1713)
Lodewijk Crato van Nassau-Saarbrücken (Saarbrücken 28 maart 1663 o.s. - Saarbrücken 14 februari 1713) was de oudste zoon van graaf Gustaaf Adolf en Eleonora Clara van Hohenlohe-Neuenstein.
Lodewijk Crato volgde in 1677 zijn vader op. Hij nam de regering niet op zich omdat het land door de Fransen bezet was. Op 18 maart 1685 nam hij de regering van Nassau-Saarbrücken over. Lodewijk Crato geldt als een goede regent, zo kon hij zijn land buiten verdere oorlogen houden. Hij ordende de rechtspleging en de overheidsfinanciën. Hij was liefdadig en reorganiseerde het onderwijs. Op 16 oktober 1699 besloot hij tot invoering van de Gregoriaanse kalender met ingang van het jaar 1700. In 1707 stichtte hij de glasblazerij in Lauterbach. In 1709 liet hij Slot Monplaisir bouwen op de Halberg. Op 2 april 1712 stichtte hij het weduwen- en wezenhuis te Saarbrücken.
Zijn opvolger was zijn broer Karel Lodewijk.

Uit zijn huwelijk met Philippine Henriëtte van Hohenlohe-Langenburg werden negen kinderen geboren.

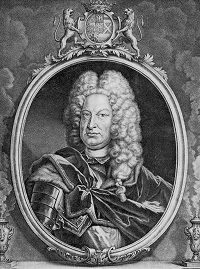
Karel Lodewijk van Nassau-Saarbrücken

### Karel Lodewijk (1713-1723)
Karel Lodewijk van Nassau-Saarbrücken (Saarbrücken 6 januari 1665 - Idstein 6 december 1723) was de tweede zoon van graaf Gustaaf Adolf en Eleonora Clara van Hohenlohe-Neuenstein.
Toen zijn broer Lodewijk Crato in 1713 overleed, nam Karel Lodewijk de regering in Nassau-Saarbrücken over. Tijdens zijn regering bevorderde Karel Lodewijk de industrialisatie van zijn land. In de Warndt breidde hij de glasblazerij, die al onder Lodewijk II van Nassau-Saarbrücken door de vestiging van hugenoten werd opgericht, verder uit. Naar hem werd de in 1716 gestichte plaats Karlingen genoemd (tegenwoordig Frans: Carling). In Sulzbach stichtte hij in 1719 de zoutziederij opnieuw en liet hij in 1722 een gradeerwerk bouwen.
Toen zijn achterneef, George August Samuel van Nassau-Idstein, in 1721 overleed, nam Karel Lodewijk samen met zijn neef en schoonvader, Frederik Lodewijk van Nassau-Ottweiler, de regering in Nassau-Idstein over. Hiervoor verlegde Karel Lodewijk in 1722 tijdelijk zijn residentie naar Wiesbaden, maar keerde in hetzelfde jaar terug naar Saarbrücken, om het jaar daarop naar Idstein te verhuizen.
Uit zijn huwelijk met Christiane Charlotte van Nassau-Ottweiler werden twee zoons geboren die beide als zuigeling overleden.
Met het overlijden van Karel Lodewijk stierf het huis Nassau-Saarbrücken uit. Karel Lodewijk werd opgevolgd door zijn neef en schoonvader Frederik Lodewijk van Nassau-Ottweiler.

## Overige leden uit het huis

### Anna Amalia van Baden-Durlach
Anna Amalia van Baden-Durlach (9 juli 1595 - Saarbrücken 18 november 1651) was de tweede dochter van markgraaf George Frederik van Baden-Durlach en Juliana Ursula van Salm-Neufville. Ze huwde te Saarbrücken op 25 november 1615 met graaf Willem Lodewijk. Bij het overlijden van Willem Lodewijk waren de kinderen officieel nog minderjarig. Hierdoor werd Anna Amalia aangesteld tot regentes van Nassau-Saarbrücken, een functie die ze bleef uitoefenen tot aan haar overlijden in 1651. 
In 1640 schreef ze een smeekschrift aan Kardinaal de Richelieu hetgeen leidde tot Franse ondersteuning van de familie. Op 11 september 1641 keerde de familie terug naar Ottweiler. Op 26 juli 1642 ontving Anna Amalia een vrijgeleide van keizer Ferdinand II voor de grafelijke familie. Bij de Vrede van Westfalen in 1648 kreeg de familie de bezittingen terug en verlegde Anna Amalia de residentie naar Saarbrücken.

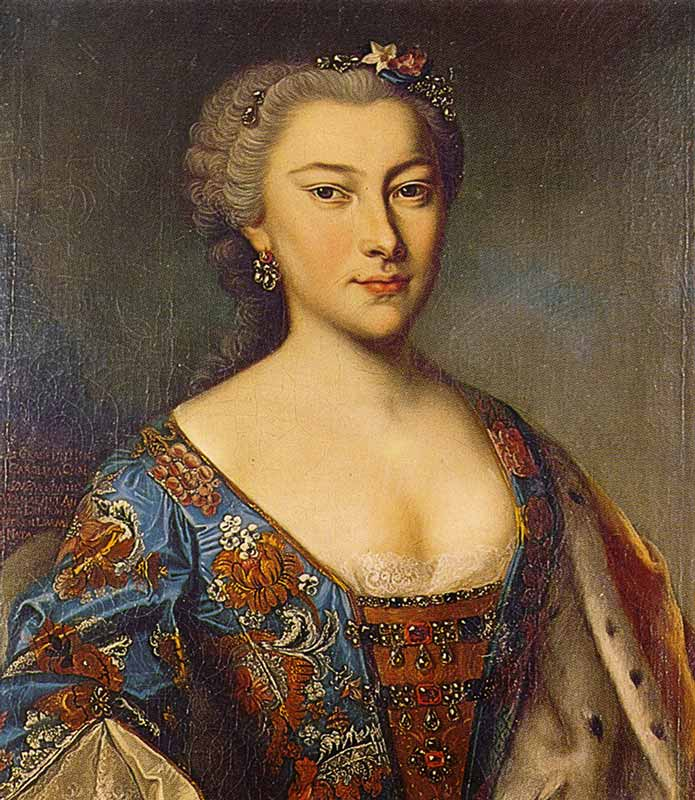
Carolina van Nassau-Saarbrücken

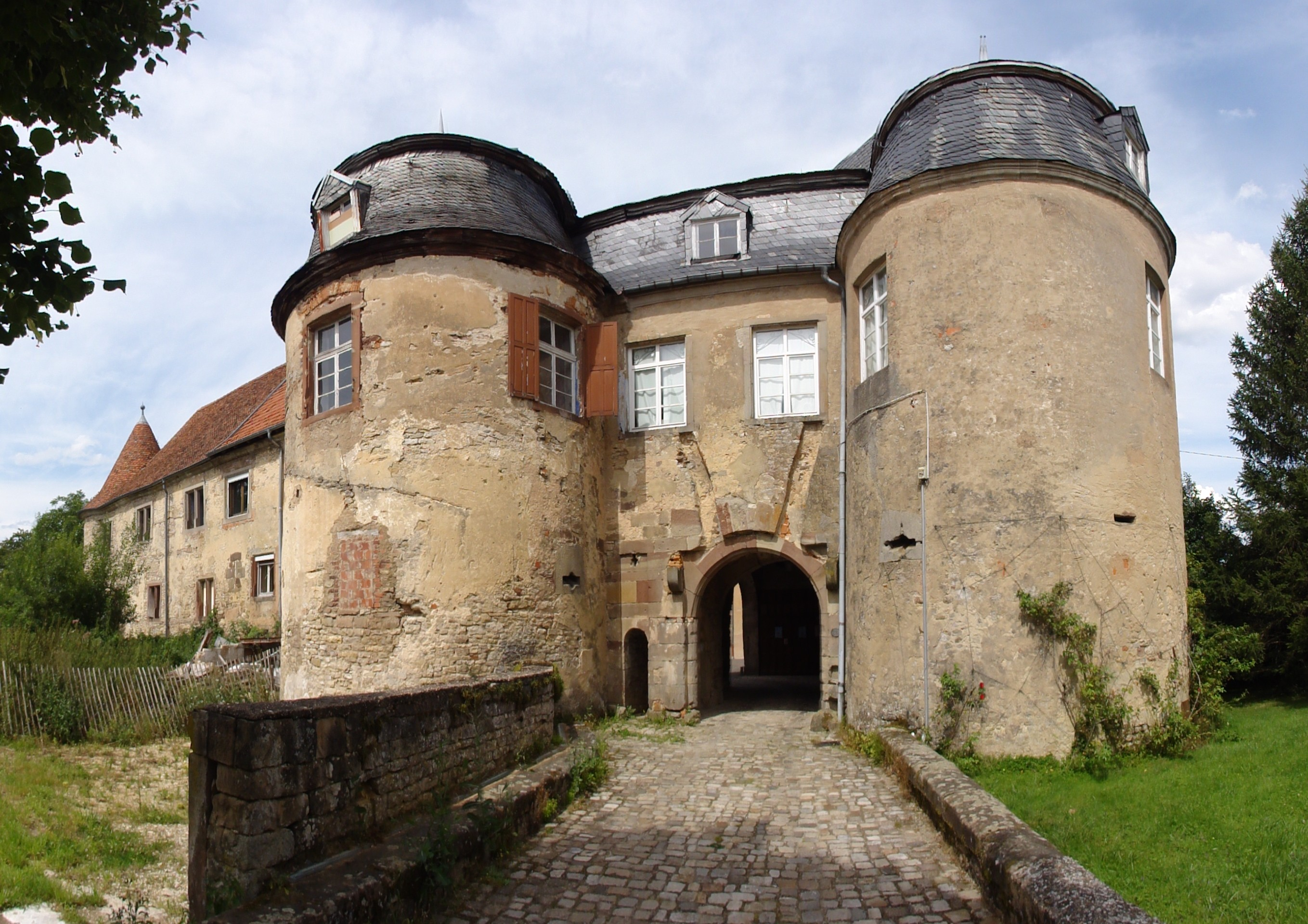
Slot Lorentzen

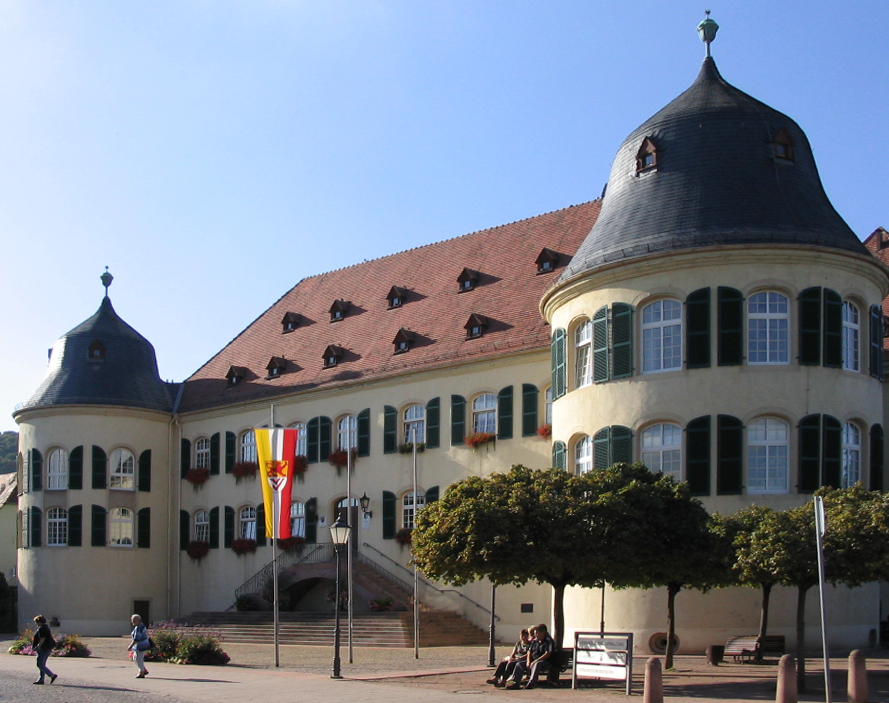
Slot Bergzabern

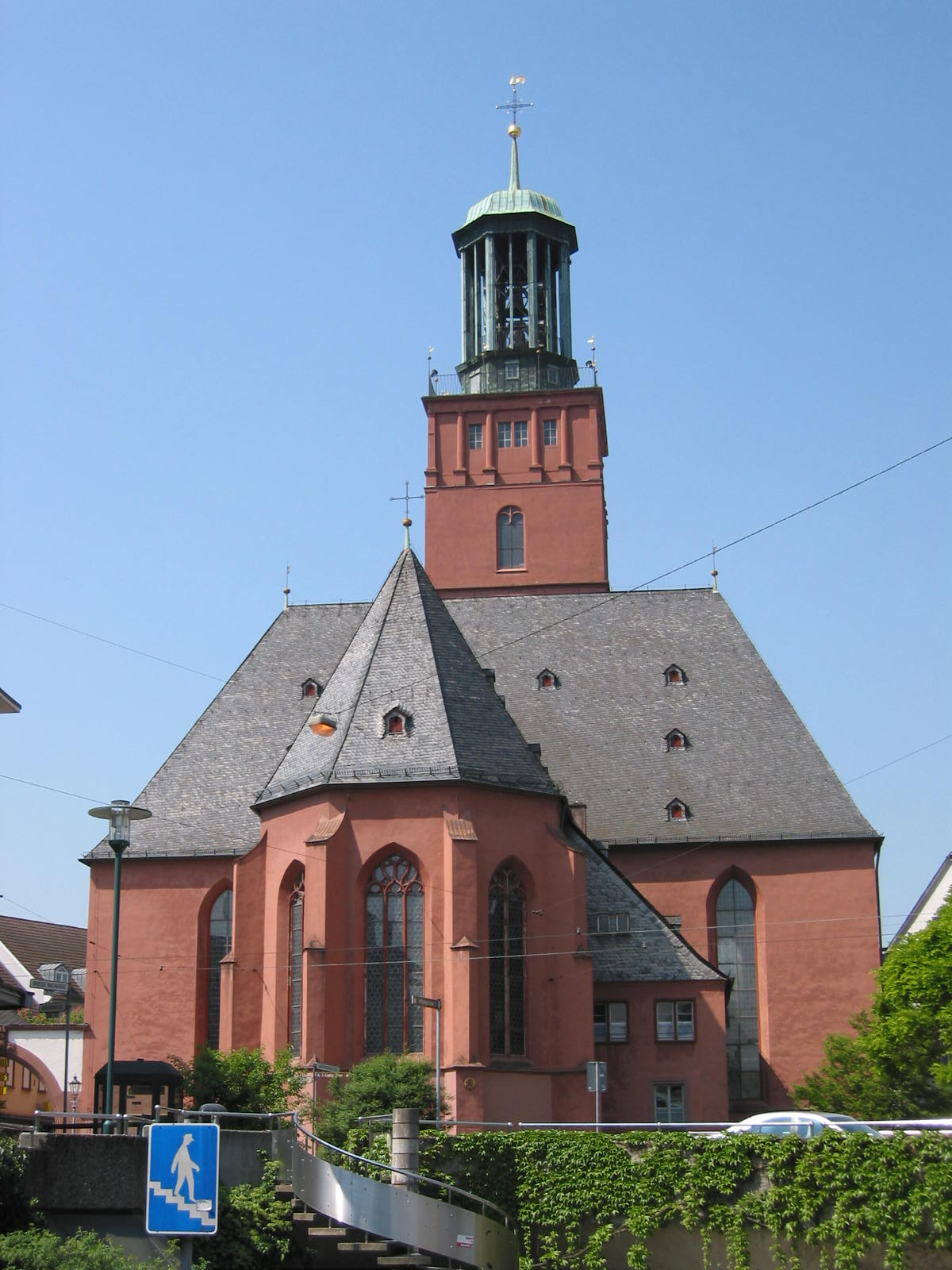
Stadskerk Darmstadt

### Carolina van Nassau-Saarbrücken
Carolina van Nassau-Saarbrücken (Saarbrücken 12 augustus 1704 - Darmstadt 25 maart 1774) was de vierde dochter van graaf Lodewijk Crato en Philippine Henriëtte van Hohenlohe-Langenburg. Ze groeide op in Saarbrücken. Op 15-jarige leeftijd huwde ze met haar 29 jaar oudere peetoom hertog Christiaan III van Palts-Zweibrücken. Uit dit huwelijk werden vier kinderen geboren.
In 1735 werd de 31-jarige Carolina weduwe. De voogdij voor haar minderjarige kinderen werd Carolina door keizer Karel VI overgedragen. Koning Lodewijk XV van Frankrijk bevestigde de hertogin ook in alle heerlijke rechten in hun bezittingen in de Elzas, die onder Franse soevereiniteit stonden. In haar regeerperiode als regentes van Palts-Zweibrücken werd Carolina door een geheime kabinetsraad ondersteund. Het grootste probleem van de regering waren de ontredderde staatsfinanciën, die voortkwam uit de kosten van de hofhouding en de financiering van nieuwe gebouwen van hertog Gustaaf Samuel Leopold. 
Tijdens de Poolse Successieoorlog had het gebied van Carolina te lijden onder de doortochten van Franse en keizerlijke troepen die foerage en kwartieren verlangden. De financiële situatie werd zo precair dat Carolina een petitie indiende bij de Rijksdag en aankondigde dat ze geen Rijks- en Kreisbelasting meer kon betalen en verzocht dat haar werd toegestaan dat ze kon afzien van het betalen van belasting totdat de financiële situatie op haar grondgebied hersteld was. Alles bijeen kon Carolina binnen haar vijfjarige regeerperiode, die eindigde toen haar zoon Christiaan IV in 1740 de regering in Zweibrücken aanvaardde, slechts een deel van de geaccumuleerde schulden van het land afbetalen. Na de regeringsaanvaarding van haar zoon regeerde Carolina onofficieel nog vijf jaar mee.
Carolina woonde samen met haar ongehuwde oudere zuster Henriëtte (1702-1769). Hun moeder Philippine Henriëtte van Hohenlohe was sinds 1713 weduwe en woonde in Slot Lorentzen in het graafschap Saarwerden. Sinds 1719 woonde Philippine Henriette grotendeels bij haar twee dochters Henriëtte en Carolina in Rappoltsweiler. Nadat Carolina's echtgenoot de heerschappij in Palts-Zweibrücken had overgenomen, verhuisde het gezin in 1734 naar Zweibrücken. In 1744 betrokken de drie vrouwen Slot Bergzabern, Carolina's weduwengoed. 
Carolina's hof in Slot Bergzabern was grotendeels luthers. Ze was in haar vaderland Nassau-Saarbrücken luthers opgegroeid en wilde alleen mensen van deze religie in haar omgeving hebben, hoewel sinds 1719 het principe van godsdienstvrijheid in Palts-Zweibrücken gold. Ze ondersteunde vooral de lutherse gemeente in Bergzabern en financierde een groot deel van de bouwkosten van Bergkerk in Bergzabern. Ze onderhield in Slot Bergzabern een armenspijziging en richtte in haar testament een armenstichting op, die "echte armen van de protestantse religie" ten goede zou moeten komen. 
Ondanks haar strikte lutherse oriëntatie kon Carolina niet verhinderen dat haar zoon Frederik ter gelegenheid van zijn huwelijk met Maria Francisca Dorothea Christina van Palts-Sulzbach, de dochter van paltsgraaf Joseph Karel van Palts-Sulzbach, op 27 november 1746 de katholieke religie van zijn bruid aannam. Carolina was ook geschokt door de geloofsovergang van haar zoon Christiaan IV aan het hof van Versailles, die, in de hoop dat Frankrijk de aanspraken op Keur-Palts en Keur-Beieren zou accepteren, ondernomen werd. Carolina's zuster Henriëtte was in staat om Carolina te verzoenen met het gedrag van haar zoon Christiaan. Carolina billijkte echter het morganatisch huwelijk van Christiaan met Marianne Camasse gravin van Forbach, een voormalig danseres, niet.
Na de vroege dood van haar zoon Frederik Michael in 1767 bekommerde Carolina zich om diens kinderen. Ze nam haar kleindochter Marianne (1753-1824) op in Bergzabern. Haar kleinzoon Max Jozef, die later de eerste koning van Beieren werd, bracht zijn vakanties door bij zijn grootmoeder Carolina in Bergzabern.
In maart 1774 ging Carolina naar Darmstadt om haar zieke oudste dochter te bezoeken. Daar overleed Carolina op 25 maart 1774 op 69-jarige leeftijd. Conform Carolina's wens, ze had op 47-jarige leeftijd reeds een begrafenis in de plaats van haar overlijden vastgelegd, werd ze zonder prachtige begrafenisceremonie in Darmstadt begraven. Haar graf bevindt zich in de Stadskerk te Darmstadt. In haar testament had Carolina, met toestemming van haar zoons, haar dochters of hun nakomelingen, als erfgenamen aangewezen. De protestantse armen van Bergzabern vermaakte ze 2000 gulden.

## Andere takken Nassau-Saarbrücken
Voordien waren er nog twee zijtakken, en nadien nog één zijtak, die Nassau-Saarbrücken genoemd worden:
- de van 1442 tot 1574 bestaande eerste tak;
- de van 1574 tot 1602 bestaande tweede tak;
- de van 1735 tot 1797 bestaande vierde tak.